# The Artistry of Pepper
Albums de Art Pepper
The Art Of Pepper - The Complete Omega Sessions Master Takes
(1957) Mucho Calor
(1957)
The Artistry Of Pepper est un album d'Art Pepper.

## L'album
Les titres 1, 3 & 4 sont sortis à l'origine sous le nom de Bill Perkins. The CD propose ces titres dans leur intégralité pour la première fois (tout comme le titre 10). Bill Perkins et Art Pepper ne se connaissaient que très peu avant les répétitions et n'avaient jamais joué ensemble. Art compose et arrange deux compositions originales, Diane-A-Flow et Zenobia, et arrange What Is This Thing Called Love?. Ces quatre titres sont les seuls enregistrés ce jour-là.
Les titres 5 à 11 sont composés, arrangés et dirigés par Shorty Rogers en nonet. Cinq des titres ont déjà été joués par Art Pepper des années auparavant avec Shorty et ses Giants. Didi et Popo ont été enregistrées à l'origine le 8 octobre 1951 et sont sur l'album ayant initié le Jazz West Coast.
Les deux sessions ont été enregistrées à 8 mois d'intervalle pour le label Pacific Jazz Records.

## Titres
- 01. What Is This Thing Called Love? 05:32
- 02. A Foggy Day 03:56
- 03. Diane-A-Flow 04:04
- 04. Zenobia 05:17
- 05. Didi 03:15
- 06. Powder Puff 03:26
- 07. Bunny 03:48
- 08. Diablo's Dance 03:31
- 09. Diablo's Dance (Alt. Take) 03:06
- 10. Popo 07:04
- 11. Popo (Alt. Take) 07:37

## Personnel
- #1-4: Art Pepper (as), Bill Perkins (ts), Jimmy Rowles (p), Ben Tucker (b), Mel Lewis (d).
- #5-11: Art Pepper (as), Bill Holman (ts), Bud Shank (bs), Don Fagerquist (tp), Stu Williamson (vtb), Red Callender (tu), Russ Freeman (p), Monty Budwig (b), Shelly Manne (d). Arrangements de Shorty Rogers.

## Dates et lieux
- #1-4: 11 décembre 1956
- #5-11: 12 août 1957

## CD références
- 1992 Pacific Jazz Records - CDP 7 97194 2

## Référence
- Liner notes de l'album, Todd Selbert, 1992.